# ترا نوا (فیلم)
ترا نوا (انگلیسی: Terra Nova) یک فیلم سینمایی محصول سال ۱۹۹۱ در ژانر درام به کارگردانی کالوژرو سالوو با بازی ماریسا لاوریتو، آنتونیو باندراس و میمی لاسو است.